# Barry Westhead
Barry Westhead (nacido el 13 de mayo de 1977, Warrington, Lancs, Reino Unido) es un miembro del grupo británico Starsailor conocido notablemente por ser el tecladista del grupo.

## Biografía
Barry Westhead  primero trabajaba como pianista en una iglesia antes de haber conocido a los otros miembros de la banda. Se unió a Starsailor en marzo de 2000 después de conocerse con James Stelfox, Ben Byrne y el nuevo líder de la banda, James Walsh convirtiéndose así en el último miembro que entró a formar parte de ella.
La banda, en aquel momento llamada Waterface, había ensayado con varios guitarristas antes de pedirle a su amigo Barry Westhead que entrara en la banda en 2000 como pianista. En aquel momento enseñaba judo y tocaba el órgano para una iglesia cercaba a su casa.  Su llegada ha sido considerada como el evento más significante en la formación de Starsailor.
Barry Westehead tiene una distinción por su calificación avanzada en piano (un nivel sobre 8).
De acuerdo con la página oficial de Starsailor la compañera sentimental de Barry Westhead, Kelly dio a luz a un bebé el 12 de abril de 2007.  El niño se llamó Joseph.  En junio de 2010, Westhead se convirtió en padre por segunda vez al su compañera Kelly dar a luz una hija que fue llamada Scarlett